# Luigi Strangis
Luigi Strangis (Lamezia Terme, 26 febbraio 2001) è un cantautore e polistrumentista italiano, vincitore della ventunesima edizione del talent show Amici di Maria De Filippi.

## Biografia
Nato nel 2001 a Lamezia Terme, in provincia di Catanzaro, da madre calabrese, Emanuela e da padre napoletano, Giovanni Strangis, Luigi nel 2018 ha pubblicato il suo primo album in studio Don't Ever Let Go per l'etichetta discografica Dissonanze Records, facendosi poi conoscere in seguito alla partecipazione alla fase iniziale della ventunesima edizione del talent show musicale in onda su Canale 5 Amici di Maria De Filippi dal settembre del 2021. Nel marzo 2022 ha ottenuto l'accesso alla fase serale del programma entrando a far parte della squadra capitanata dai professori Rudy Zerbi e Alessandra Celentano e nel maggio seguente è arrivato in finale, uscendone vincitore.
Durante la partecipazione ad Amici ha pubblicato i singoli Vivo, Muro, Partirò da zero, Tondo e Tienimi stanotte. Quest'ultimo singolo è stato certificato disco d'oro il 5 agosto seguente dalla Federazione Industria Musicale Italiana (FIMI) e rimasto quattordici settimane consecutive nella classifica italiana dei singoli. Il 3 giugno 2022 è uscito per la 21co il primo EP Strangis, salito direttamente in vetta alla classifica italiana degli album, con il quale ha ottenuto il suo secondo disco d'oro il 2 settembre successivo.
Il singolo successivo, Stai bene su tutto, è uscito nel settembre del 2022 per anticipare il secondo album in studio, Voglio la gonna.
Il 16 dicembre 2022 è tornato in radio con il nuovo singolo estratto sempre dal secondo album in studio, Sembra Woodstock. Nel 2023 ha pubblicato i singoli Adamo ed Eva e Stupida libertà ed ha duettato con Matteo Romano nel singolo Tulipani blu.

## Discografia

### Album in studio
- 2018 – Don't Ever Let Go
- 2022 – Voglio la gonna

### EP
- 2022 – Strangis

### Singoli
- 2021 – Vivo
- 2021 – Muro
- 2021 – Partirò da zero
- 2022 – Tondo
- 2022 – Tienimi stanotte
- 2022 – Stai bene su tutto
- 2022 – Sembra Woodstock
- 2023 – Adamo ed Eva
- 2023 – Tulipani blu (con Matteo Romano)
- 2023 – Stupida libertà

## Programmi televisivi
- Amici di Maria De Filippi 21 (Canale 5, 2021-2022) - concorrente, vincitore